# Stéphane Picq
Stéphane Picq (* 16. August 1965 in Rouen; † 3. Februar 2025 auf Madagaskar) war ein französischer Komponist. Bekannt war er vor allem für seine Computerspielmusik, speziell für den Entwickler Cryo. Einige seiner Soundtracks wurden auch als reguläre Alben veröffentlicht, darunter Riverworld, Lost Eden und als Picqs bekanntestes Werk Dune.

## Werdegang
Er begann 1987 zu komponieren, verließ die Computerspiel-Industrie aber 1998 und zog nach Madagaskar.
Stéphane Picq behauptete zig Instrumente aus aller Welt zu besitzen und alle spielen zu können. In seiner Musik fanden sich viel Naturgeräusche wie Atem- und Wassergeräusche oder Seufzer.
Picq starb am 3. Februar 2025 im Alter von 59 Jahren auf Madagaskar.

## Ausgewählte Werke
- Commander Blood
- Dune (von Cryo) – Soundtrack auch als CD Dune: Spice Opera veröffentlicht
- KGB
- Lost Eden
- Extase
- Riverworld
- Atlantis
- Dragonlore
- Jumping Jack'son